# Corona de Guillermo II

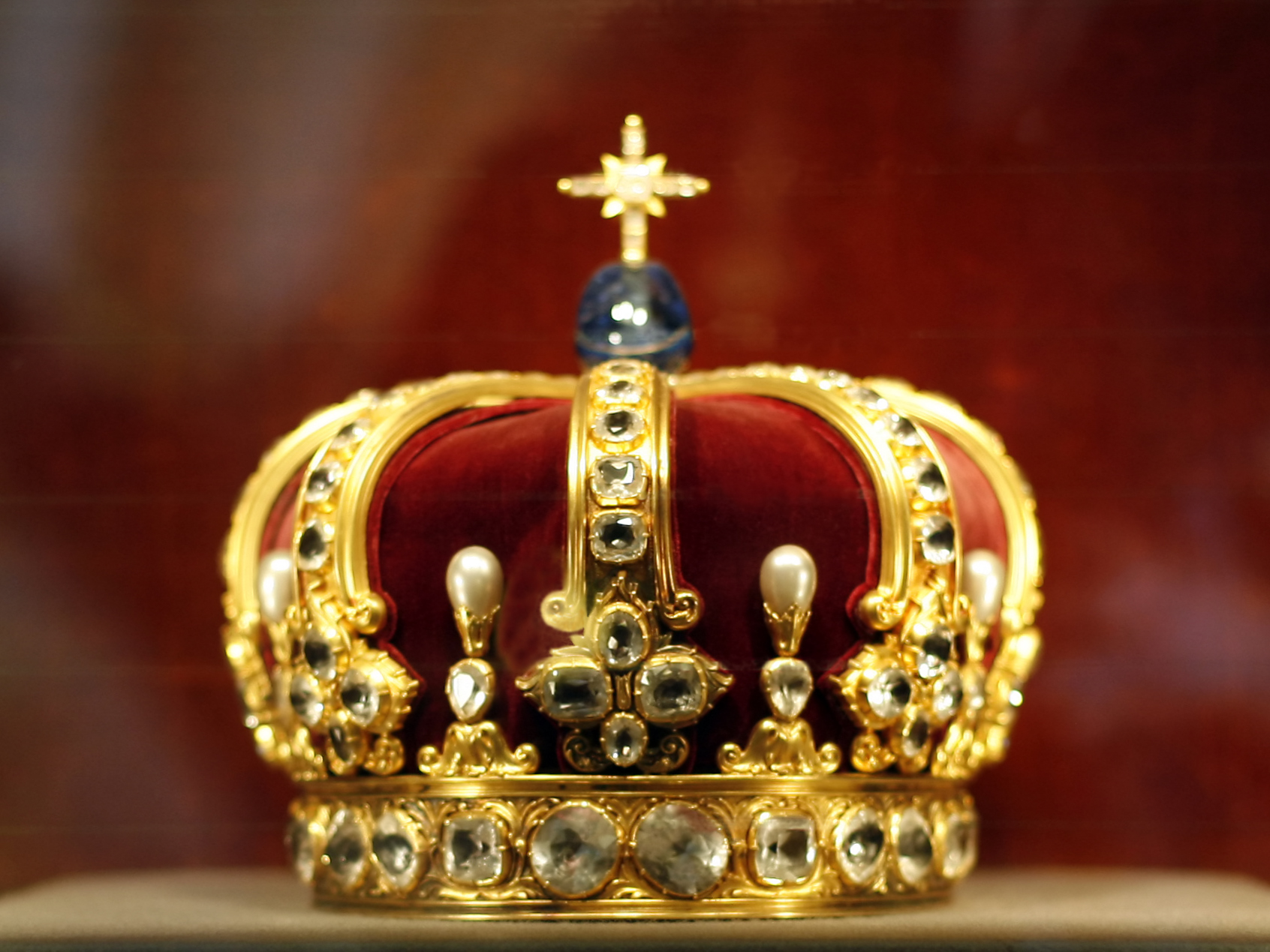
Corona de Guillermo II.

La Corona de Guillermo II, también llamada la Corona Hohenzollern, es una corona creada en 1889 para el emperador Guillermo II de Alemania, en su papel de Rey de Prusia. Forma parte de las joyas de la Corona de Prusia expuestas en el Castillo de Hohenzollern. Fue utilizada solo para propósitos heráldicos.

## Descripción
Es una corona de oro puro, equipada con 142 diamantes talla rosa, 18 diamantes, 8 perlas y un zafiro. La diadema es de oro con bordes tallados que posee 24 diamantes talla rosa, estos se establecen en la lámina como ornamento. Sobre el aro 8 puntas talladas con un diamante y coronadas con una gran perla, además 8 arcos adornados con diamantes que terminan en un gran zafiro coronado con una cruz de diamantes.
El diámetro de la corona es de 21 cm y su alto es de 20 cm.

## Historia

Escudo de armas de la Confederación Alemana del Norte con la corona de Guillermo II.

El Gabinete Prusiano ordenó el 27 de febrero de 1889 la producción de la corona. El artista Emil Doepler (hijo) diseño un modelo que fue realizado por el joyero de la corte Hugo Schaper. La corona fue usada durante toda la coronación, pero solamente de forma representativa.
Después de la abdicación de Guillermo II y el establecimiento de la República en 1918, se le permitió a la familia Hohenzollern conservar las joyas de la corona, esto incluía la corona de Guillermo II. Para protegerla contra robos y destrucción, durante la Segunda Guerra Mundial fue escondida en una pared en la cripta de una iglesia del pueblo de Westfalia (Kleinenbremen) cerca de Minden, posteriormente, al finalizar la guerra, fue devuelta a la familia Hohenzollern.
Esta se encuentra expuesta en el Castillo Hohenzollern cerca de Stuttgart, Alemania.

## Curiosidades
Según la revista "Royal" algunas de las joyas de la Corona fueron vendidas por los Hohenzollern y reemplazado con pedrería después de la Segunda Guerra Mundial en el período de posguerra.